# Christopher Egan
Christopher Andrew "Chris" Egan (Sidney, 29 de junio de 1984) es un actor australiano, más conocido por haber interpretado a Nick Smith en la serie australiana Home and Away.

## Biografía
Chris nació en Sídney, Australia. Es hijo de Andrew Egan, tiene 3 hermanos, Tim, Ben y Joel. 
Asistió a la prestigiosa escuela McDonald College School of Performing Arts hasta que obtuvo el papel de Nick Smith en Home and Away. Chris perfeccionó sus habilidades en el Sídney Festival Dance School, donde tomó clases de canto, baile y actuación con el Kick Performance Group en Sídney.
En el 2004 salió con la actriz Eliska Amor, pero la relación terminó en noviembre del mismo año.

## Carrera
Egan comenzó su carrera apareciendo en varios anuncios y haciendo modelaje. En teatro ha aparecido en obras como Les Misérables y West Side Story en el Teatro Zenith en Sídney.
En el 2000 se unió al elenco de la aclamada serie australiana Home and Away, donde interpretó a Nick Smith, hasta el 2003, Nick es el hermano menor de Hayley Hunter & Will Smith. Por su interpretación fue nominado a un premio logie en el 2001.
En el 2005 apareció en la miniserie de acción y drama Empire, donde interpretó al general romano y amigo de Octavio, Marcus Agrippa, junto a Santiago Cabrera, Jonathan Cake y Vincent Regan.
En el 2006 participó en dos episodios de la serie Everwood y apareció como personaje recurrente en la serie de drama y misterio Vanished donde dio vida a Ben Wilson, el novio de Marcy Collins, la hija del senador quien se convierte en uno de los sospechosos de la desaparición de su esposa. Ese mismo año apareció en la película dramática The Prince, en la película independiente Alpha Male y en la película de acción y aventura Eragon, donde interpretó al primo de Eragon, Roran.
En el 2007 apareció en las películas Virgin Territory y en el thriller de acción Resident Evil: Extinction donde interpretó a Mikey, uno de los sobrevivientes que formaba parte del convoy de Claire Redfield, sin embargo Mikey muere durante un enfrentamiento.
En el 2008 se unió al elenco de la serie Pretty/Handsome, protagonizada por Joseph Fiennes y Carrie-Anne Moss, sin embargo tras el primer episodio la serie fue cancelada.
En el 2009 interpretó al Capitán David Shepard en la serie dramática Kings, David es un joven soldado e idealista que se enamora de la Princesa de Gilboa Michelle Benjamin, interpratado por Allison Miller; la serie está basada en la historia bíblica del Rey David y el Rey Saúl. Ese mismo año apareció en la película australiana Crush, en donde su personaje, un estudiante universitario es acechado por una joven que tiene poderes supernaturales. 
En el 2010 apareció en la película romántica Letters to Juliet, donde interpretó a Charlie Wyman, junto a Amanda Seyfried. La película fue estrenada el 14 de mayo del mismo año.
En el 2011 apareció en la película dramática Poe donde interpretó al poeta Edgar Allan Poe, junto a Natalie Dormer.
En el 2013 se anunció que Chris se uniría al elenco de la nueva serie Gothica donde interpretaría a Dorian Gray, un enigmático joven millonario que invierte 20 millones de pesos en el periódico de Grace Van Helsing a quien intentará ayudar a averiguar quién mató a su familia. Sin embargo la serie no fue escogida por la cadena ABC para transmitirse.
En septiembre del mismo año se anunció que Christopher se había unido al elenco de la nueva serie Dominion donde interpreta a Alex Lannen, un soldado rebelde que descubre que él tiene que salvar a la humanidad.

## Filmografía

### Series de televisión
| Año             | Serie           | Personaje       | Notas                             |
| --------------- | --------------- | --------------- | --------------------------------- |
| 2014 - presente | Dominion        | Alex Lannen     | 21 episodios - (elenco principal) |
| 2009            | Kings           | David Shepherd  | 13 episodios - (elenco principal) |
| 2008            | Pretty/Handsome | Beckett Bromley | -                                 |
| 2006            | Vanished        | Ben Wilson      | 12 episodios                      |
| 2006            | Everwood        | Nick Bennett    | 2 episodios                       |
| 2005            | Empire          | Marcus Agrippa  | 6 partes - miniserie              |
| 2000 - 2003     | Home and Away   | Nick Smith      | 65 episodios                      |

### Películas
| Año  | Título                    | Personaje        | Notas                                                                    |
| ---- | ------------------------- | ---------------- | ------------------------------------------------------------------------ |
| 2013 | Gothica                   | Dorian Gray      | junto a Melissa George, Seth Gabel, Emma Booth, Tom Ellis y Raza Jaffrey |
| 2012 | Beauty and the Beast      | Garrick          | junto a Alan Dale, Colin Lawrence y Ruth Bradley                         |
| 2011 | Poe                       | Edgar Allan Poe  | junto a Natalie Dormer, Tabrett Bethell y Kevin McNally                  |
| 2010 | Letters to Juliet         | Charlie Wyman    | junto a Amanda Seyfried, Vanessa Redgrave y Gael García Bernal           |
| 2009 | Crush                     | Julian           | junto a Gemma Pranita, Emma Lung, Christian Clark y Brooke Harman        |
| 2007 | Virgin Territory          | Dioneo           | junto a Hayden Christensen y Mischa Barton                               |
| 2007 | Resident Evil: Extinction | Mikey            | junto a Milla Jovovich y Ali Larter                                      |
| 2006 | Eragon                    | Roran            | junto Ed Speleers, Sienna Guillory, Jeremy Irons y Alun Armstrong        |
| 2006 | Alpha Male                | Felix Methusulah | junto a Danny Huston                                                     |
| 2006 | The Prince                | Zach             | junto a Margarita Levieva                                                |

## Premios y nominaciones
| Año  | Categoría                    | Premio      | Serie         | Resultado |
| ---- | ---------------------------- | ----------- | ------------- | --------- |
| 2001 | Most Popular New Male Talent | Logie Award | Home and Away | Nominado  |